# Офиостомовые
Офиостомовые (лат. Ophiostomatales) — порядок аскомицетовых грибов класса Sordariomycetes. Содержит единственное семейство Ophiostomataceae. Патогенные грибы растений, которые способны вызывать такие заболевания, как увядание дуба и голландская болезнь вяза.